# Jacques Bacot

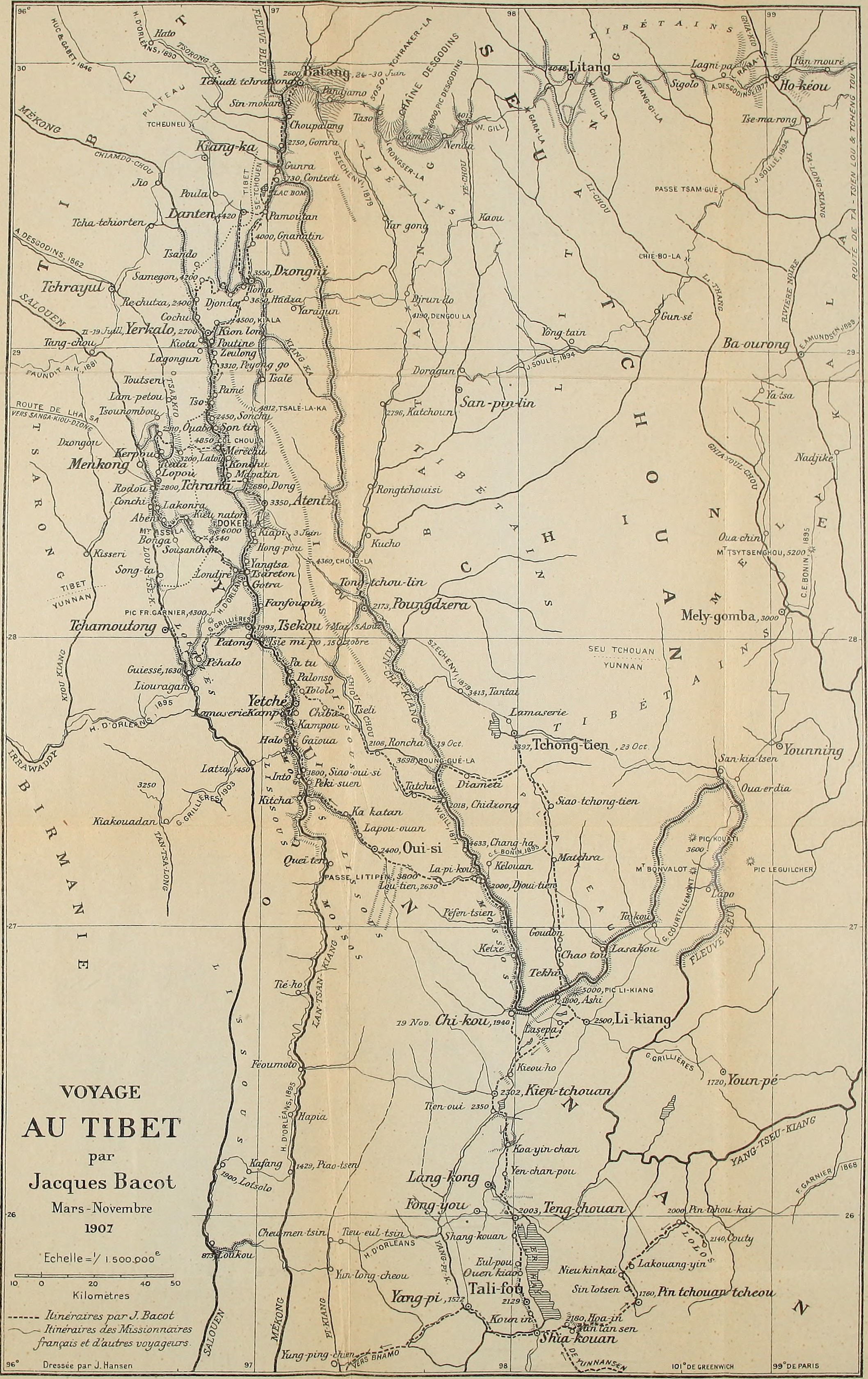
Reiseweg von Jacques Bacot in Tibet (März–November 1907) - im Norden der Ort Batang, im Süden Dali (Tali fou) am Erhai-See

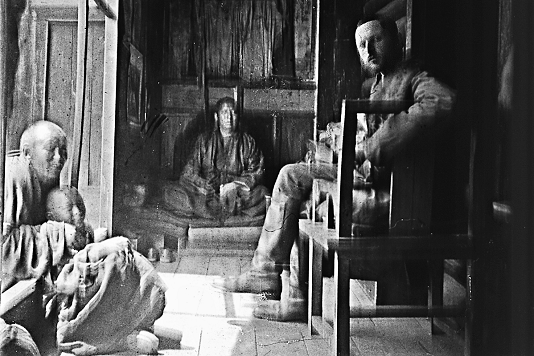
Bacot (rechts) mit tibetischen Mönchen in Kham, September 1909

Jacques Bacot (geboren am 4. Juli 1877 in Saint-Germain-en-Laye;  gestorben am 18. Juni 1965 in Paris, 7. Arrondissement) war ein französischer Reisender und Tibetologe, der sich mit Reisewerken über Tibet und breit gefächerten philologischen Arbeiten einen Namen gemacht hat. 1907 hatte er die Flussgebiete des Mekong und des Jangtsekiang erkundet.
Der vielseitige französische Geograf, Linguist, Ethnologe, Forscher, Orientalist, Tibetologe und last not least: Reisende des frühen 20. Jahrhunderts war ein anerkannter Tibet-Spezialist, der an der École pratique des hautes études arbeitete.

## Leben
Jacques Bacot wurde am 4. Juli 1877 in Saint-Germain-en-Laye geboren.
Sein Interesse an Tibet entstand aus einer Weltreise, die er 1904 unternahm, und einer Expedition nach Tibet im Jahr 1906, die er von Tonking aus startete und bei der er einem Pilgerweg folgte, der ihn in engen Kontakt mit dem religiösen Leben der Tibeter brachte. Nach seiner Rückkehr nach Frankreich im Jahr 1908 widmete er sich dem Studium der tibetischen Sprache bei Sylvain Lévi und Paul Pelliot.
Bacot war der erste westliche Gelehrte, der sich mit der tibetischen grammatikalischen Tradition beschäftigte. (Er veröffentlichte eine Übersetzung von Sum cu pa, der Grammatik von Thonmi Sambhota.)
Jacques Bacot erkundete verschiedene asiatische Gebiete: das Tal des Chang Jiang (Jangtsekiang) (1907); das nördliche Indochina (1909–1910); den Himalaya (1913–1914 und 1930–1931). Er reiste viel nach Indien, Westchina und in die Grenzregionen Tibets. Er war der erste europäische Wissenschaftler, der die traditionelle tibetische Grammatik studierte, und gehörte zusammen mit F. W. Thomas (1867–1956), Professor für Sanskrit an der Universität Oxford, zu den ersten, die die alttibetischen Manuskripte von Dunhuang entzifferten. Bacot machte häufig Gebrauch von tibetischen Informanten. Beim Studium der Dunhuang-Manuskripte wurde er unter anderem von Gendün Chöphel unterstützt.
An der École pratique des hautes études hatte Jacques Bacot ab 1919 einen Lehrauftrag am Lehrstuhl für indische Religionen unter Sylvain Lévi, ab 1927 auch am Sanskrit-Lehrstuhl von Louis Finot. Nach dem Tod Sylvain Lévis 1935 wurde Jacques Bacot selbst zum directeur d’études (entspricht einem Professor) ernannt und im nächsten Jahr auf den neugegründeten Lehrstuhl für tibetische Philologie und Geschichte berufen. Diesen hatte er jedoch nur zwei Jahre inne, 1938 trat er zurück und wurde von seiner akademischen Schülerin Marcelle Lalou abgelöst.
Bacot trat 1908 der Société asiatique bei, nach dem Tod von Paul Pelliot im Jahr 1945 wurde er deren Präsident und blieb es bis 1954. Im Jahr 1947 wurde er Mitglied der Académie des inscriptions et belles-lettres. Des Weiteren war er Vorstandsmitglied der Société de Géographie.
Zu Bacots Schülern zählt der Tibetologe Rolf A. Stein, der 1933 vor den Nationalsozialisten nach Frankreich geflohen war.
Die Gemälde und Bronzen, die er von seinen verschiedenen Expeditionen mitbrachte, werden heute in den Sammlungen des Musée national des Arts asiatiques – Guimet in Paris aufbewahrt, dem er 1912 eine Schenkung machte. Auch seine Papiere und Dokumentationen wurden nach dem Tod von Jacques Bacot dem Musée Guimet geschenkt.
In jüngerer Zeit hat sich Samuel Thévoz mit Bacots Biographie beschäftigt.

## Publikationen
- Dans les marches Tibetaines autour du Dokerla Novembre 1906–Janvier 1908 (Paris : Plon-Nourrit et Cie, 1909) (Digitalisat)
- Le Tibet révolté - Vers Népémakö, La Terre promise des Tibétains (1909–1910), Librairie Hachette, Paris 1912 — Réédition, Phébus, coll. D'Ailleurs, 1997 — (ISBN 2-85940-465-1) (Digitalisat)
- Les Mo-So. Ethnographie des Mo-So, leurs religions, leur langue et leur écriture. Avec les Documents historiques et géographiques relatifs à Li-Kiang par Ed. Chavannes. (Collection de l'Institut ethnographique international de Paris), E. J. Brill, Leide: 1913 (Digitalisat)
- Bulletin Archéologique du Musée Guimet. Fascicule II. Asie Centrale et Tibet. Missions Pelliot et Bacot (Documents exposés au Musée Guimet). Librairie Nationale d'Art et d'Histoire G. Van Oest & Cie, Éditeurs, Paris et Bruxelles, 1921.
- Kunstgewerbe in Tibet. Gleichzeitige deutsche Ausg. d. Werkes: Bacot, Decoration tibétaine. Berlin : E. Wasmuth  [1924]
- Le poète tibétain Milarépa, ses crimes, ses épreuves, son Nirvāna, Classiques de l’Orient - 11, Éditions Bossard, Paris, (1925).
- Une grammaire tibétaine du tibétain classique. Les ślokas grammaticaux de Thonmi Sambhota, avec leurs commentaires, Annales du Musée Guimet: Bibliothèque d’études 37, Librairie orientaliste Paul Geuthner, (1928).  (Eine Übersetzung der Grammatik von Thonmi Sambotha)
- La vie de Marpa le traducteur, Librairie orientaliste Paul Geuthner, (1937). — Réédition, 1987.
- Documents de Touen-Houang relatifs à l'histoire du Tibet. Paris: Geuthner, 1940/6. Annales du Musée Guimet: Bibliothèque d’études 51 (Digitalisat)
- Grammaire du tibétain littéraire, Librairie d’Amérique et d’Orient, Paris, (1946).
- Le Bouddha, Mythes et religions 20, Presses universitaires de France, Paris, (1947).
- Grammaire du tibétain littéraire - Index morphologique, Librairie d’Amérique et d’Orient, Paris, (1948).
- Reconnaissance en haute Asie septentrionale par cinq envoyés ouigours au VIIIe siècle, Journal Asiatique - 2, (1956), p. 137–153.
- Introduction à l'histoire du Tibet, Paris Société Asiatique, 1962